# Форт Мак-Муррей
Форт Мак-Муррей (англ. Fort McMurray) — городской район в муниципалитете Вуд-Баффало (англ. Wood Buffalo) в провинции Альберта в Канаде: с 1980 по 1995 Форт-Мак-Муррей имел статус города, затем в 1995 город объединился с муниципальным районом Вуд-Баффало. В районе живёт 64 441 жителей (2007).
Форт-Мак-Муррей расположен в 435 км северо-востоку от города Эдмонтон, на месте слияния рек Клирвотер (англ. Clearwater River) и Атабаска (англ. Athabasca River). В окрестностях города имеются богатые залежи нефтененосных песков.

## История
Первые поселенцы прибыли в данный район в 1790 году. В 1870 году он перешёл в состав Канады. В 1915 году через город прошла железная дорога.

## Лесной пожар 2016 года
1 мая 2016 года в окрестностях Форт-Мак-Муррей начал бушевать лесной пожар. Население города полностью эвакуировано. Город был полностью окружен огненным кольцом. Пожар уничтожил 20 % города.

## География
Юго-восточнее располагается одно из крупных озёр муниципалитета Вуд-Баффало — Грегуар и одноимённый провинциальный парк.

## Палеонтология
Неподалёку от Форта Мак-Муррей был найден нодозаврид вида Borealopelta markmitchelli, живший ок. 110 млн л. н. (меловой период).